# New Milford (Pennsilvània)
New Milford és una població dels Estats Units a l'estat de Pennsilvània. Segons el cens del 2000 tenia 878 habitants.

## Demografia
Segons el cens del 2000, New Milford tenia 878 habitants, 352 habitatges, i 240 famílies. La densitat de població era de 326 habitants/km².
Dels 352 habitatges en un 33,2% hi vivien nens de menys de 18 anys, en un 48,6% hi vivien parelles casades, en un 15,6% dones solteres, i en un 31,8% no eren unitats familiars. En el 27,6% dels habitatges hi vivien persones soles el 14,5% de les quals corresponia a persones de 65 anys o més que vivien soles. El nombre mitjà de persones vivint en cada habitatge era de 2,49 i el nombre mitjà de persones que vivien en cada família era de 3.
Per edats la població es repartia de la següent manera: un 28,1% tenia menys de 18 anys, un 8,3% entre 18 i 24, un 27,6% entre 25 i 44, un 21,8% de 45 a 60 i un 14,2% 65 anys o més.
L'edat mediana era de 36 anys. Per cada 100 dones de 18 o més anys hi havia 80,8 homes.
La renda mediana per habitatge era de 31.012 $ i la renda mediana per família de 33.571 $. Els homes tenien una renda mediana de 26.029 $ mentre que les dones 17.333 $. La renda per capita de la població era de 14.733 $. Entorn del 13,4% de les famílies i el 13,5% de la població estaven per davall del llindar de pobresa.

## Poblacions més properes
El següent diagrama mostra les poblacions més properes.